# 鄭國揚
鄭國揚（1960-），台灣劇場工作者、燈光設計師。

## 經歷
鄭國揚畢業於私立中國文化大學戲劇系中國戲劇組畢業。曾在香港藝能公司擔任燈光設計及技術總監，曾任教於基隆培德工家影劇科、華岡藝校影視科，現任崇右科技學院演藝事業學系專任講師以及台北市立復興高中戲劇班兼任教師。
1983年受雲門實驗劇場啟蒙入行，劇場設計作品涵蓋建築、展覽、表演藝術，橫跨現代戲劇、歌劇、音樂劇、戲曲、舞蹈等，並發表於歐美日等重要劇場。曾執行文建會「台閩地區主要表演場地演出相關設備技術資料」計畫（1998-1999），完成重要表演場所《台閩地區五十四個表演場地的技術資料》，將其技術資料、舞台平面、剖面圖、劇場設備、文字資料數位化者發行推廣。1999年應文建會推薦赴法國亞維農藝術節考察兩個月。
重要作品發表於河洛歌子戲團、明華園戲劇團、亦宛然掌中劇團、亂彈嬌北管劇團、無垢舞蹈劇場、采風樂坊…等當代重要知名表演團體。

## 連結
- 復興高中網頁